# 冯学敏
冯学敏（1953年—）是一位中国攝影師。
冯学敏生于上海，1970年成為云南农场下乡知识青年。1982年成為上海画报摄影记者。自1985年起旅居日本。曾在日本、中国、美国、加拿大、法国等地举办展览。1999年憑藉《云南》獲得第36回太陽賞。2007年8月，他的攝影作品在联合国展出。 